# トロオドン
トロオドン（Troodon）は、中生代後期白亜紀（約7600万 - 約6500万年前）の現北アメリカ大陸に生息していた肉食（ただし、雑食または植物食であったという説もある）の羽毛恐竜。竜盤目獣脚亜目マニラプトル類トロオドン科に属する属である。なお、属名は「傷つける歯」を意味する。2017年にトロオドン属は疑問名とされた。
トロオドン科には、トロオドンよりな原始的な形態をもつ種があり、その化石が中国で新たに発見された。この化石はトロオドンよりもずっと古い時期（ジュラ紀後期：1億6100万年 - 1億5100万年前）に属する。
草食恐竜ステゴケラスの歯の形状がトロオドンに似ていたため一時期同じ恐竜とされていた。そのため古い恐竜図鑑ではステゴケラスがそうであった肥大した頭骨を持つ堅頭竜類の姿で描かれていた。

## 名称
学名は本来は Troödon とトレマを付けたが、現在では学名にトレマは使えない。トレマは連続する2つの母音字（この場合は ‐oo‐）を二重母音や長母音ではなく2つの母音に発音することを示す符号である。母音字の音価を変化させるウムラウトと字形は同じだが機能は異なるので、ö をウムラウトとしてトロエドンと読むのは本来間違いであるが、日本の古い書籍等ではよく使われていた。
1987年に、カナダの古生物学者フィリップ・J・カリーが、ステノニコサウルス（Stenonychosaurus、爪の細い竜の意）とトロオドンは同種であるとしたため、「先に発表されていた学名が正式名称になる」という規則にしたがって、ステノニコサウルスはシノニムとなりこの種はトロオドンという学名に一度統一された。しかし2017年に発見時はステノニコサウルス、統一後はトロオドンの化石とされていたラテニヴェナトリクスがアーロン・リースとフィリップ・J・カリーによって新種と記載された際にトロオドンは疑問名となり、ステノニコサウルスが有効名として復活した。

## 形態・生態
完全な骨格は発見されていないが、近縁種などからの推定では、全長1.5 - 2メートル程度で骨格はきゃしゃであったとされる。身体の大きさに比して大きな脳頭蓋を持ち、脳容量は現世のエミューに匹敵するほどだったと推定されている。推測に頼るしかないため実際の知能については不明なものの、中生代で一番頭が良かった動物などと表現されることもある。そのため、ササゴイのように餌を使い魚を取っていたという説もある。目は大きく正面を向いていたため立体視能力があったものと推測されている。拇指対向性を示す3本指の前肢と走行に適したきゃしゃなつくりの後肢を持つ。後肢の第2趾は鉤爪になっており、マイアサウラの子供や卵を襲っていた。
また眼窩の大きさから、眼球が大きく、夜でもよく見えていたと考えられる。
抱卵をしていたこともわかっているがそれはオスの役目だったと考えられている

## 分類体系
- 恐竜 Dinosauria
  - 竜盤類 Saurischia
    - 獣脚類 Theropoda
      - テタヌラ類 Tetanurae
        - コエルロサウルス類 Coelurosauria
          - マニラプトル形類 Maniraptoriformes
            - マニラプトル類 Maniraptora
              - エウマニラプトル類 Eumaniraptora
                - †トロオドン類 Troodontidae

## ディノサウロイド
1982年カナダの古生物学者デイル・ラッセル(Dale Russell)は、トロオドンの脳容量比の大きさから、もし恐竜が絶滅していなければ、この恐竜が知的生物に進化したかも知れないとして、進化した存在「恐竜人間」ディノサウロイド（Dinosauroid）を創造し発表した（当時はトロオドンと別種だと考えられていたステノニコサウルスがモデルとなっている）。